# Niedercrinitz

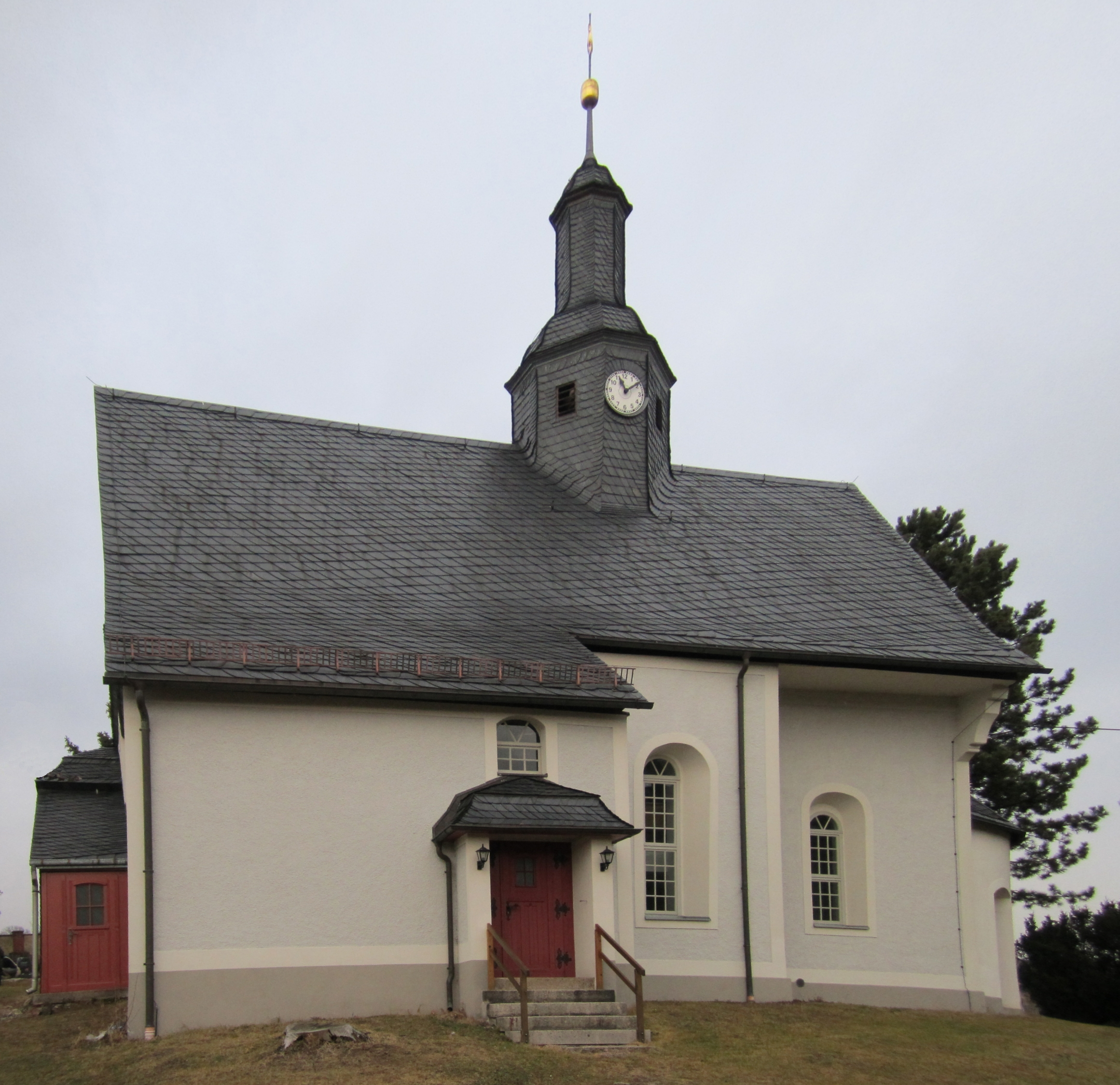
Die Niedercrinitzer Kirche

Niedercrinitz ist ein Ortsteil von Hirschfeld im Landkreis Zwickau in Sachsen mit ca. 530 Einwohnern.

## Geographie

### Geografische Lage

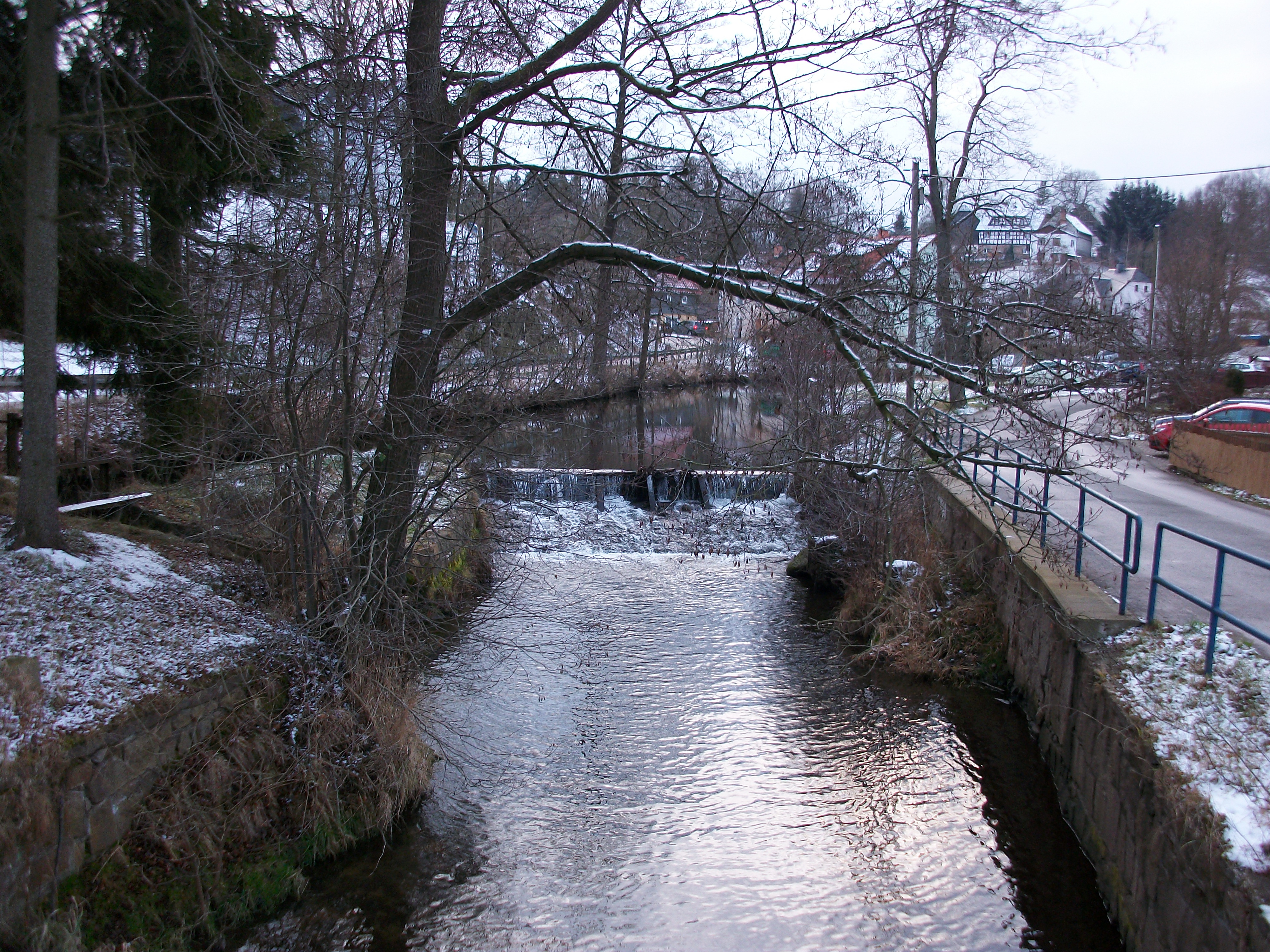
Crinitzer Wasser in Niedercrinitz

Das Dorf liegt am Fuße des Erzgebirges, am Nordwestrand des Kirchberger Granitstocks auf einer Höhe zwischen 310 und 360 m. Durch den Ort fließt das namensgebende Crinitzer Wasser, ein Seitenbach des Rödelbachs, welcher in die Zwickauer Mulde mündet.

### Nachbargemeinden
Angrenzende Gemeinden waren vor den Gebietsreformen im Norden Rottmannsdorf und Culitzsch, im Westen Cunersdorf, im Süden Kirchberg, Wolfersgrün und Hirschfeld und im Osten Ebersbrunn.

## Geschichte
Das Waldhufendorf Niedercrinitz wurde um 1300 gegründet und gehörte nachweislich ab 1606 zum Amt Zwickau und später anteilig zum Amt Zwickau und zum Amt Wiesenburg, welches im Jahre 1843 in Amt Kirchberg umbenannt wurde. 1856 kam der Ort zum Gerichtsamt Kirchberg und gehörte seit 1875 zur Amtshauptmannschaft Zwickau, deren Nachfolger der Landkreis Zwickau war. 
In den 1940er Jahren plante man zur besseren Trinkwasserversorgung des Zwickauer Raumes, den Crinitzbach oberhalb der Quarksteine zu einer Talsperre aufzustauen. Es kam aber nur zum Bau der Talsperre Wolfersgrün in Wolfersgrün.
Am 1. Januar 1998 wurde Niedercrinitz in die Gemeinde Hirschfeld eingemeindet.

### Namensherkunft
Niedercrinitz hat seinen Namen von dem durch den Ort fließenden Crinitzbach. Dass der Ort wahrscheinlich schon eher von Slawen bewohnt war, lässt sich aus dem Wort Crinitz deuten, welches aus dem tschechischen Wort Krivnica / Krivnice (zu deutsch: Krummbach oder Quellbach) abgeleitet ist. Der Name wird auch mit dem umgangssprachlichen Wort Krinitz für den Fichtenkreuzschnabel in Verbindung gebracht (z.B: im Siegel von Obercrinitz).

## Religionen
Die Kirchgemeinde Niedercrinitz gehört mit dem Nachbarort Culitzsch zur evangelisch-lutherischen Michaelisgemeinde Wilkau-Haßlau.

## Sehenswürdigkeiten
- denkmalgeschützte Kirche

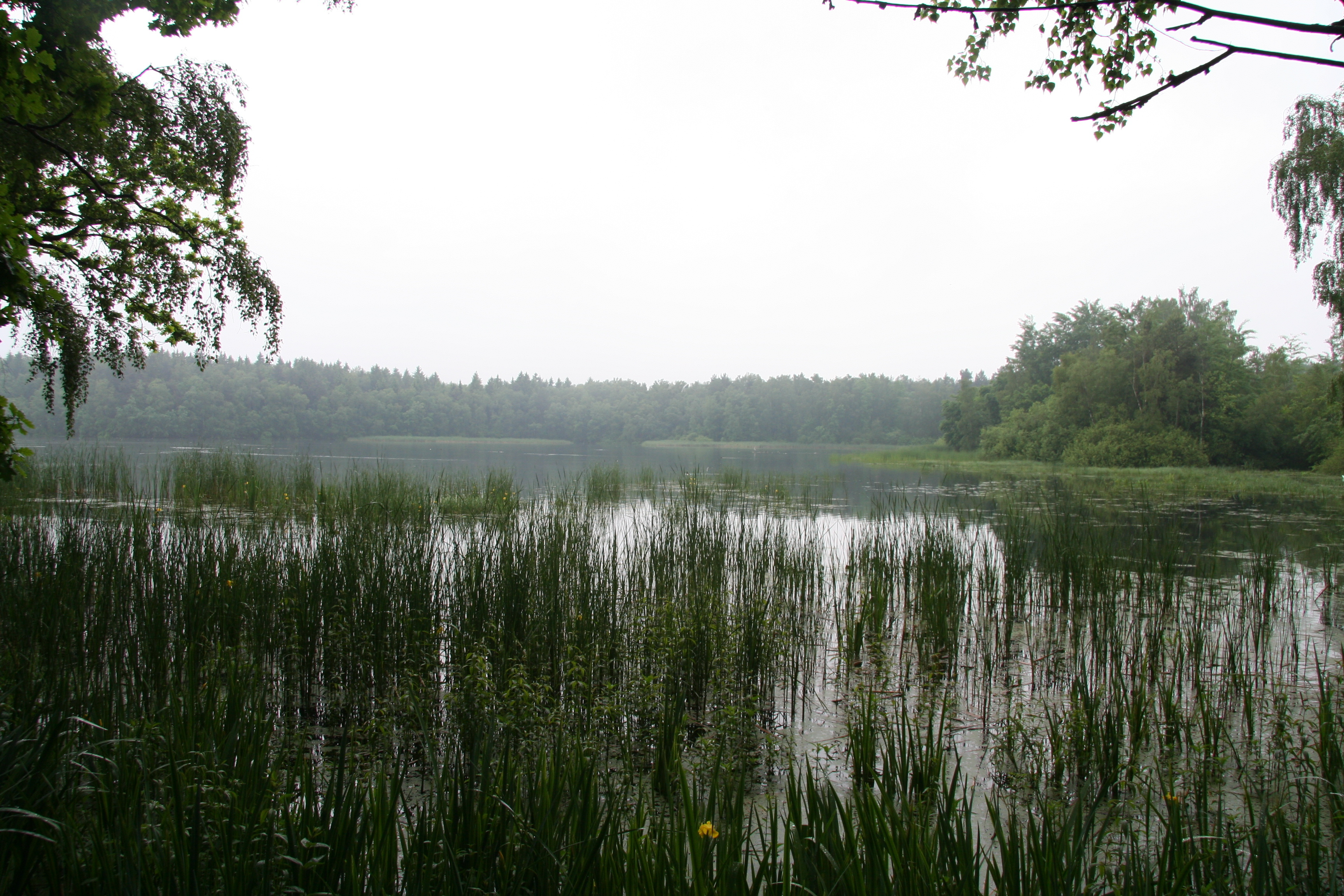
Der Filzteich bei Niedercrinitz

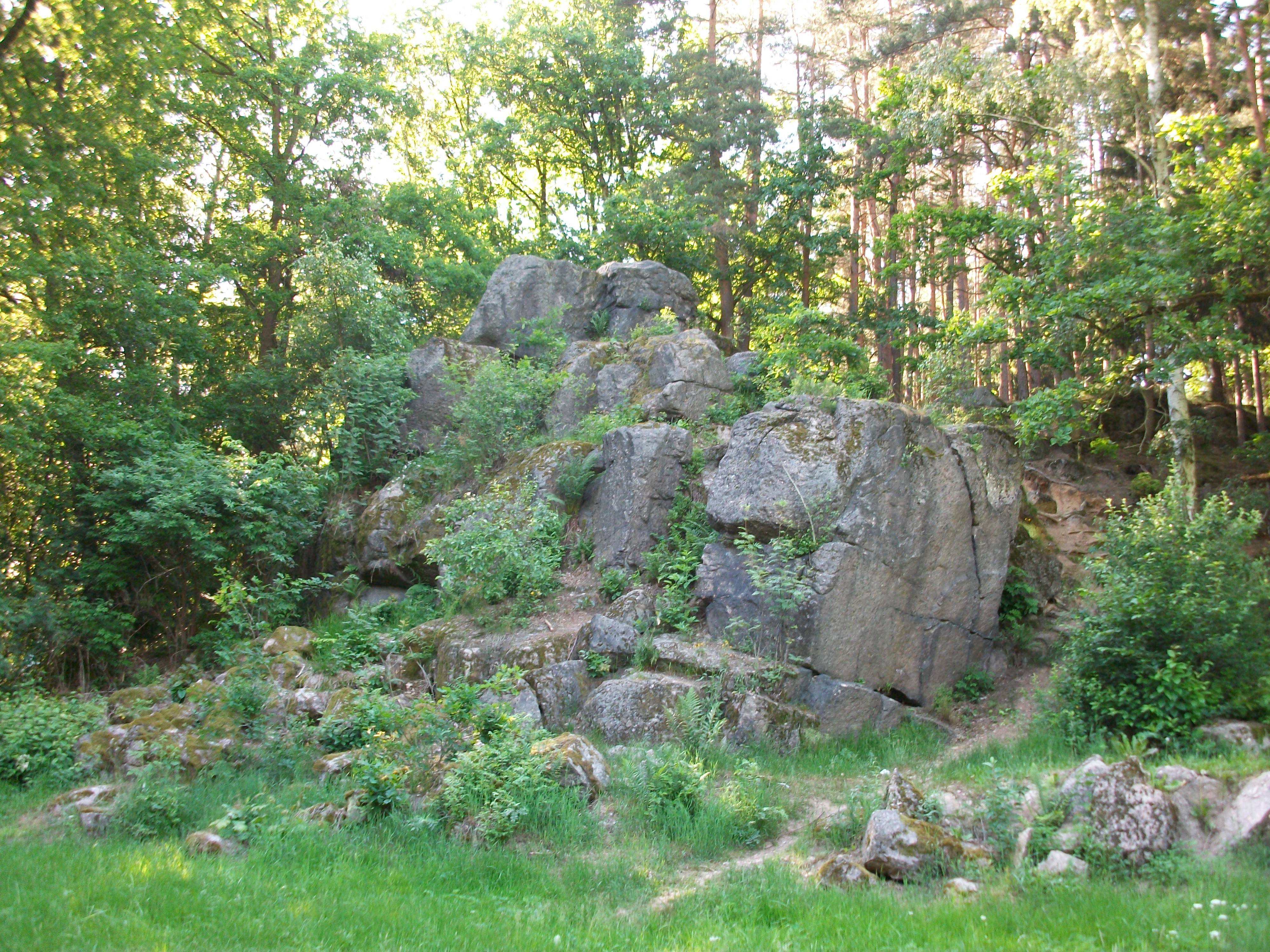
Quarksteine bei Niedercrinitz

- Die Granitblockformation Quarksteine befindet sich an der Straße nach Wolfersgrün.
- Der Niedercrinitzer Filzteich (nicht zu verwechseln mit dem Filzteich bei Schneeberg) ist ein 13 ha großer Teich, der heute zur Karpfenzucht genutzt wird.

## Verkehr
Nach Niedercrinitz wurde ein Rastplatz an der nahegelegenen A 72 benannt. Von ihm aus hat man einen guten Blick zum Hohen Forst bei Hartmannsdorf und auf die Höhen des Erzgebirges.